# Алфа и Омега (стрип)
Алфа и Омега је 9. епизода стрип серијала Дилан Дог. Објављена је у бившој Југославији као специјално издање Златне серије у издању Дневника из Новог Сада у априлу 1988. године. Коштала је 550 динара (0,36 $; 0,61 DEM). Имала је 94 стране.

## Оригинална епизода
Наслов оригиналне епизоде гласи Alfa e Omega. Објављена је у Италији 01.06.1987. Епизоду је нацртао Корадо Рои, а сценарио написао Тицијано Склави. Насловну страницу је нацртао Клаудио Виља.

## Инспирација филмом
Епизода је инспирисана филмом Стенлија Кјубрика 2001. Како тврди Рекиони, полседнјих неколико страна епиозоде инспирисано је филмом Блејд Ранер - Истребљивач (1982).

## Претходна и наредна епизода
Претходна епизода носи наслов Очи зла (бр. 8), а наредна Иза огледала (бр. 10).